# Erich Buchebner
Erich Buchebner (* 25. Oktober 1954 in Ratten) ist ein österreichischer Musiker, der vorrangig als Bassist diverser Gruppierungen, weniger aber auch als Schlagersänger unter dem Künstlernamen Ricky Gold bekannt ist. Er tritt unter anderem auch als Musikproduzent, Komponist oder Musiklehrer in Erscheinung.

## Leben und Wirken
Erich Buchebner wurde am 25. Oktober 1954 in der Gemeinde Ratten im Joglland geboren und ist in Krieglach aufgewachsen. Nach erfolgreicher Schulbildung besuchte er die Hochschule für Musik und darstellende Kunst Graz, wo er unter Professoren wie Wayne Darling oder Dieter Glawischnig Kontrabass, Arrangement und Komposition studierte. Von 1971 bis zu ihrer Auflösung 1973 gehörte er als Bassist der Ende 1963 gegründeten Leobener Band The Myners an. Mitte der 1970er Jahre fungierte er an der Seite von Musikern wie dem Schlagzeuger Brad Howell (die spätere echte Stimme von Milli Vanilli), dem Gitarristen Wolfgang Hoiss oder dem Wilfried Scheutz in der nur kurzlebigen Crazy Baby Band. Ebenfalls zu dieser Zeit gehörte er der Band Marijane an; die Mitglieder der von 1974 bis 1976 existierenden Gruppierung lebte in einer Kommune in der Nähe von Fürstenfeld und spielte vorwiegend instrumentalen Psychedelic Rock.
An der Seite von Andie Cayne, Jim Cogan, Kurt Keinrath, Paul Kindler und Wolfgang Hoiss gehörte er von 1977 bis 1979 der Jim & Andy Cogan Band an und spielte den E-Bass. In der Grazer Projektband Mastodon, die von Ewald Beit initiiert wurde, trat der Bassist an der Seite von Ewald Beit am Keyboard, Franz Posch und Fredy Tezzele an der Gitarre, Günter Timischl als Sänger, Hubert Waldner an Flöte und Saxophon und Peter Szammer am Schlagzeug in Erscheinung. 1988 kam er als Bassist zur Begleitband der bereits erfolgreichen Austropop-Gruppierung S.T.S. und gehörte der Band bis 1995 an. Andere Quellen gehen davon aus, dass er bereits ab 1983 als Studiomusiker für S.T.S. arbeitete und ab den frühen 1990er Jahren mit der Band auch Liveauftritte absolvierte. Er wurde daraufhin durch Wolfram „Woofy“ Abt ersetzt. Nach dessen Suizid im Jahr 2008 kehrte Buchebner wieder zu S.T.S. zurück, wo nach dem plötzlichen Tod Abts kurzfristig Mischa Krausz als Bassist für die Sommertournee 2008 eingesprungen war. Der Band gehörte er daraufhin bis zu ihrer Auflösung im Jahr 2014 an.
Zusammen mit Joesi Prokopetz schrieb er das Lied Sind Sie Single?, mit dem Prokopetz im August 1986 für zwei Wochen an der Spitze der österreichischen Charts rangierte. Mit Robby Musenbichler spielte er unter anderem das Werk W.T.F.I. ein. Weiters arbeitete er auf der Bühne oder im Studio mit weiteren österreichischen Musikgrößen wie Kurt Ostbahn, Peter Cornelius, der Ersten Allgemeinen Verunsicherung (EAV), Wolfgang Ambros, Christian Kolonovits oder Hansi Lang zusammen. Zu Die No. 1 vom Wienerwald, die Begleitband von Wolfgang Ambros, kam er im Jahr 2006 nach dem krankheitsbedingten Ausfall von Helmut Pichler, der im Jahr 2013 starb. Bei der tragikomischen Posse mit Gesang 4 nach 40 mit Eva Maria Marold, Reinhard Nowak, Steffi Paschke und Gerold Rudle aus dem Jahr 2005 zeigte sich Buchebner für die Musik verantwortlich. Ebenso für die Musik mitverantwortlich war er beim 2005 erschienenen Film Die Viertelliterklasse mit Roland Düringer, basierend auf dem gleichnamigen Kabarettstück aus dem Jahr 2001.
Des Weiteren fungierte er als Referent des Wiener musicCamp soundbase. In der zur Stadt Neulengbach gehörenden Ortschaft Ollersbach führt er an der Hauptstraße 12 ein Musikstudio mit dem Namen CPO (creative pool ollersbach). Hier entstanden unter anderem nahezu alle der späten Ostbahn-Alben sowie Alben und Werke zahlreicher anderer namhafter Künstler. Als Ricky Gold trat er nicht nur bei Kurt Ostbahn und die Kombo in Erscheinung, sondern absolvierte unter diesem Namen auch Auftritte als Schlagersänger. Neben seiner Karriere als Musiker und Produzent tritt er auch als Musiklehrer in Erscheinung und führt eine eigene Bass-Masterclass. Unterricht gibt er dabei in seinem Studio in Ollersbach oder im Studio Pure Sound Recordings in der Nähe des Wiener Gasometer.